# Pedro Hurtado de Mendoza (jesuita)
Pedro Hurtado de Mendoza (Valmaseda, 1578-Madrid, 10 de noviembre de 1651) fue un filósofo, jesuita y teólogo español.

## Biografía
Pedro Hurtado de Mendoza nació en Valmaseda (Vizcaya) en 1578; a la edad de diecisiete años, el 12 de septiembre de 1595, ingresó en la Compañía de Jesús en el colegio de Salamanca, ciudad en la que llevó a cabo su formación científica y eclesiástica. Fue después profesor de filosofía y teología en el colegio de San Ambrosio de Valladolid, en el que también fue prefecto de estudios, pasando posteriormente a Salamanca con iguales funciones docentes que desempeñó a lo largo de treinta años. Falleció en Madrid el 10 de noviembre de 1651.
Su obra filosófica se enfoca en armonizar las tesis tomistas con las nominalistas, en especial en la cuestión de los universales. Gozó de gran prestigio en su época y aun en tiempos posteriores, fue autor de un curso completo de filosofía, muchas veces reeditado. Hurtado fue también censor y calificador del Santo Oficio.

## Obras

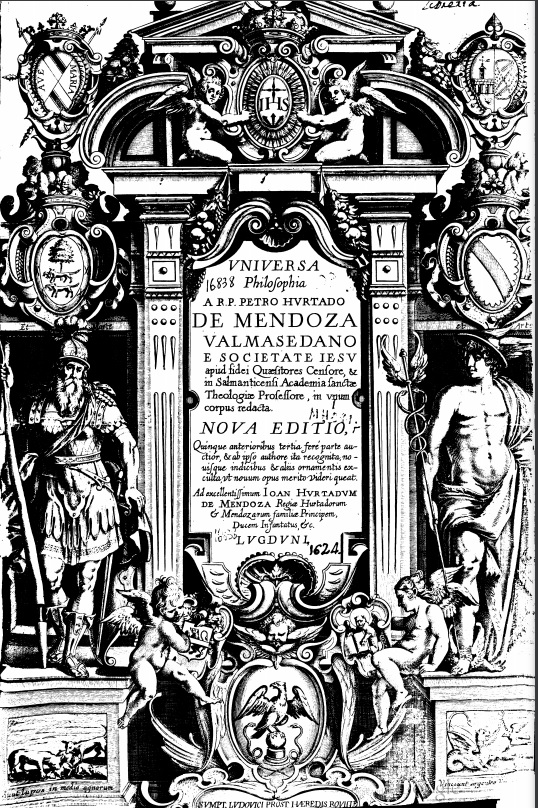
Universa Philosophia, in unum corpus redacta, Lugduni, Ludovico Prost, 1624

- Disputationes a summulis ad Metaphysicam. Vallisoleti, J. Godinez de Millis, 1615.
- Disputationes ad universam Philosophiam. Lugduni, Antonio Pellihote, 1617 ; Maguncia, 1619.
- Cursus philosophicus a summulis ad Metaphysicam. Tolosae, Bosc, 1618, 4 vols.
- Commentarios in universam Philosophiam. Salmanticae, 1621.
- Universa Philosophia, in unum corpus redacta. Nova editio, quinque anterioribus tertia fere parte auctior, et ab ipso Auctore ita recognita, et novum opus merito videri queat. Lugduni, Ludovico Prost, 1624.
- Scholasticae, et Morales disputationes de tribus virtutibus theologicis. De Fide. De Spe. De Charitate. Salmanticae, Jacinto Tabernier, 1631, 2 vols.
- Disputationes de Deo homine, sive de incarnatione Filii Dei. Antuerpiae, Martin Nucio, 1634.